# Sant Dubte
El Miracle del Sant Dubte va ser un miracle eucarístic que segons la tradició s'esdevingué el 1010 a la primitiva església romànica de Santa Maria dels afores d'Ivorra (Segarra), on el vi es convertí en sang. El fet té a veure amb la transubstanciació cristiana, que considera que el pa i el vi es converteixen en el cos i la sang de Crist, malgrat mantenir l'aparença anterior, durant el moment de la consagració de la missa. El miracle està documentat des del 1426.
La tradició indica que mossèn Bernat Oliver deia missa en una antiga església i va dubtar de la presència de Crist en l'eucaristia. D'un calze on només s'hi havia introduït vi, començà a brollar sang que va caure a terra. Un any després sant Ermengol d'Urgell viatja a Roma i el papa Sergi IV dona veracitat al miracle amb una butlla, es queda amb el calze, i a canvi ofereix les relíquies d'un cabell de la Verge Maria, una espina de la corona de Crist i un fragment de pedra del Sant Sepulcre. Juntament amb les estovalles tacades de sang es van guardar a Sant Cugat d'Ivorra on es van conservar amb un reliquiari gòtic del 1426.
A l'església de Santa Maria d'Ivorra hi havia un retaule gòtic del 1480 amb dues escenes laterals del miracle. El 1917 es van traslladar al Museu Diocesà de Solsona. El 1936 es portà a Ginebra per salvar-lo de la guerra Civil espanyola i després tornà al museu. El museu dedicà una exposició sobre el mil·lenari del Sant Dubte d'Ivorra que la primavera del 2016 va fer itinerància a Cervera.